# Giro dell'Emilia 1911
Il Giro dell'Emilia 1911, terza edizione della corsa, si svolse il 1º ottobre 1911 su un percorso di 291 km. La vittoria fu appannaggio dell'italiano Clemente Canepari, che completò il percorso in 11h42'00", il quale precedette i connazionali Vincenzo Borgarello e Carlo Durando.
I corridori che partirono da Bologna furono 40 mentre coloro che tagliarono il medesimo traguardo furono solamente 5.

## Ordine d'arrivo (Top 5)
| Pos. | Corridore           | Squadra       | Tempo      |
| ---- | ------------------- | ------------- | ---------- |
| 1    | Clemente Canepari   | Legnano       | 11h42'00"  |
| 2    | Vincenzo Borgarello | Legnano       | a 26'00"   |
| 3    | Carlo Durando       | S.S. Torino   | a 29'00"   |
| 4    | Lauro Bordin        | Senior-Polack | a 41'00"   |
| 5    | Ezio Corlaita       | Senior-Polack | a 1h09'00" |